# Голубовац (Трстеник)
Голубовац је насеље у Србији у општини Трстеник у Расинском округу. Према попису из 2022. било је 193 становника (према попису из 1991. било је 365 становника).

## Демографија
У насељу Голубовац живи 232 пунолетна становника, а просечна старост становништва износи 43,3 година (42,5 код мушкараца и 44,0 код жена). У насељу има 78 домаћинстава, а просечан број чланова по домаћинству је 3,71.
Ово насеље је великим делом насељено Србима (према попису из 2002. године), а у последња три пописа, примећен је пад у броју становника.
|  |

| Демографија | Демографија | Демографија |
| Година      | Становника  | Становника  |
| ----------- | ----------- | ----------- |
| 1948.       | 393         |             |
| 1953.       | 411         |             |
| 1961.       | 406         |             |
| 1971.       | 401         |             |
| 1981.       | 392         |             |
| 1991.       | 365         | 320         |
| 2002.       | 289         | 353         |

| Етнички састав према попису из 2002.‍ | Етнички састав према попису из 2002.‍ | Етнички састав према попису из 2002.‍ | Етнички састав према попису из 2002.‍ | Етнички састав према попису из 2002.‍ |
| ------------------------------------ | ------------------------------------ | ------------------------------------ | ------------------------------------ | ------------------------------------ |
|                                      |                                      |                                      |                                      |                                      |
| Срби                                 | Срби                                 |                                      | 285                                  | 98,61%                               |
| Црногорци                            | Црногорци                            |                                      | 1                                    | 0,34%                                |
| Македонци                            | Македонци                            |                                      | 1                                    | 0,34%                                |
| непознато                            | непознато                            |                                      | 2                                    | 0,69%                                |

| Година пописа     | 1948. | 1953. | 1961. | 1971. | 1981. | 1991. | 2002. |
| ----------------- | ----- | ----- | ----- | ----- | ----- | ----- | ----- |
| Број домаћинстава | 70    | 81    | 89    | 91    | 94    | 88    | 78    |

| Број чланова      | 1  | 2  | 3  | 4 | 5  | 6 | 7 | 8 | 9 | 10 и више | Просек |
| ----------------- | -- | -- | -- | - | -- | - | - | - | - | --------- | ------ |
| Број домаћинстава | 10 | 18 | 13 | 8 | 14 | 9 | 1 | 4 | 1 | 0         | 3,71   |

| Пол    | Укупно | Неожењен/Неудата | Ожењен/Удата | Удовац/Удовица | Разведен/Разведена | Непознато |
| ------ | ------ | ---------------- | ------------ | -------------- | ------------------ | --------- |
| Мушки  | 109    | 20               | 81           | 6              | 2                  | 0         |
| Женски | 133    | 22               | 85           | 23             | 1                  | 2         |
| УКУПНО | 242    | 42               | 166          | 29             | 3                  | 2         |

| Пол    | Укупно                    | Пољопривреда, лов и шумарство | Рибарство                            | Вађење руде и камена | Прерађивачка индустрија       |
| ------ | ------------------------- | ----------------------------- | ------------------------------------ | -------------------- | ----------------------------- |
| Мушки  | 63                        | 44                            | 0                                    | 0                    | 12                            |
| Женски | 45                        | 38                            | 0                                    | 0                    | 5                             |
| УКУПНО | 108                       | 82                            | 0                                    | 0                    | 17                            |
| Пол    | Производња и снабдевање   | Грађевинарство                | Трговина                             | Хотели и ресторани   | Саобраћај, складиштење и везе |
| Мушки  | 0                         | 1                             | 3                                    | 1                    | 0                             |
| Женски | 0                         | 0                             | 1                                    | 0                    | 0                             |
| УКУПНО | 0                         | 1                             | 4                                    | 1                    | 0                             |
| Пол    | Финансијско посредовање   | Некретнине                    | Државна управа и одбрана             | Образовање           | Здравствени и социјални рад   |
| Мушки  | 0                         | 1                             | 0                                    | 0                    | 0                             |
| Женски | 0                         | 1                             | 0                                    | 0                    | 0                             |
| УКУПНО | 0                         | 2                             | 0                                    | 0                    | 0                             |
| Пол    | Остале услужне активности | Приватна домаћинства          | Екстериторијалне организације и тела | Непознато            | Непознато                     |
| Мушки  | 1                         | 0                             | 0                                    | 0                    | 0                             |
| Женски | 0                         | 0                             | 0                                    | 0                    | 0                             |
| УКУПНО | 1                         | 0                             | 0                                    | 0                    | 0                             |